# Brice Mach

a Compétitions nationales et continentales officielles uniquement.

b Matchs officiels uniquement.
Dernière mise à jour le 16 juin 2017.
Brice Mach, né le 2 avril 1986 à Perpignan, est un joueur international français de rugby à XV. Il joue au poste de talonneur successivement à l'USA Perpignan, l'AS Béziers, l'US Montauban, au SU Agen et au Castres olympique.
En 2014, il joue trois matchs avec l'équipe de France contre le pays de Galles, l'Écosse et l'Australie. En 2017, il est contraint de mettre un terme à sa carrière, à 31 ans, pour raison médicale.

## Biographie

### Carrière de joueur
En novembre 2013, il est sélectionné dans l'équipe des Barbarians français pour affronter les Samoa au Stade Marcel-Michelin de Clermont-Ferrand. En juin 2015, il participe à la tournée des Baabaas en Argentine pour affronter les Pumas,.
Il dispute sa première rencontre internationale le 21 février 2014 lors d'un match au pays de Galles (défaite 27 à 6). Il remplace Dimitri Szarzewski en cours de jeu. Il connaît sa première titularisation en équipe de France le 8 mars 2014 contre l'Écosse (victoire 19 à 17).
Il dispute sa dernière rencontre internationale le 15 juin 2014 contre l'Australie à l'Etihad Stadium de Melbourne (défaite 6 à 0).
En 2017, alors qu'il s'est engagé avec l'USA Perpignan, il arrête sa carrière et ne jouera pas avec l'USAP pour raison médicale, en raison d'un problème aux cervicales qui pourrait conduire à devenir tétraplégique. À 31 ans, Brice Mach a joué son dernier match de sa carrière professionnelle avec le Castres olympique en barrage face au RC Toulon.

### Carrière d'entraîneur
Après l'arrêt de sa carrière de joueur, Brice Mach entraîne les juniors Crabos de Perpignan et passe son Diplôme d'État de la jeunesse, de l'éducation populaire et du sport.
Il rejoint le Stade olympique de Chambéry rugby en juin 2020, où il devient entraîneur des avants et quitte le club à la fin de la saison 2020-2021.
Après une saison en Savoie, Brice Mach devient le nouvel entraîneur des avants du RC Narbonne qui évolue en Pro D2. Lors de la saison 2022-2023, il est prolongé de trois saisons par son club, soit jusqu'en 2026. Son aventure prend fin le 15 mai 2025, quelques jours après l'élimination de son club en demi-finale du championnat.

## Statistiques en équipe nationale
- International -18 ans : 4 sélections en 2004 (Pays de Galles, Écosse, Irlande, Angleterre)[réf. nécessaire].
- International -19 ans :
  - 2005 : participation au championnat du monde en Afrique du Sud, 5 sélections (Australie, Géorgie, Afrique du Sud, Roumanie, Pays de Galles)[réf. nécessaire] ;
  - 8 sélections en 2004-2005[réf. nécessaire].
- International -21 ans[réf. nécessaire] ;
- International :
  - 3 sélections en 2014.

## Palmarès

### Joueur
- Vainqueur du Championnat de France en 2013 avec le Castres olympique.
- Finaliste du Championnat de France en 2014 avec le Castres olympique.

### Entraîneur
- Finaliste de Nationale en 2024 avec le RC Narbonne.